# Slussen (Stockholms tunnelbana)
Slussen ist eine unterirdische Station der Stockholmer U-Bahn unterhalb des Verkehrsknotens Slussen. Sie befindet sich im Stadtteil Södermalm. An der Station halten die Gröna linjen und Röda linjen des Stockholmer U-Bahn-Systems sowie, eine Etage tiefer, die Vorortbahn Saltsjöbanan. Auf dem oberen Vorplatz, dem Södermalmstorg halten viele innerstädtische Buslinien. Außerdem beginnen am unteren Busbahnhof zahlreiche Buslinien, die die Kommunen östlich von Stockholm anbinden, zu denen größtenteils keine Schienenverbindung besteht. Dieser Umstand sowie die zentrale Lage in der Innenstadt machen die Station zur Station des U-Bahn-Netzes mit der zweithöchsten Nutzerfrequenz.
An einem normalen Winterwerktag steigen 79.000 U-Bahn-Pendler hier zu und um.
Dazu kamen noch etwa 40.500 Fahrgäste der Busse.

## U-Bahn

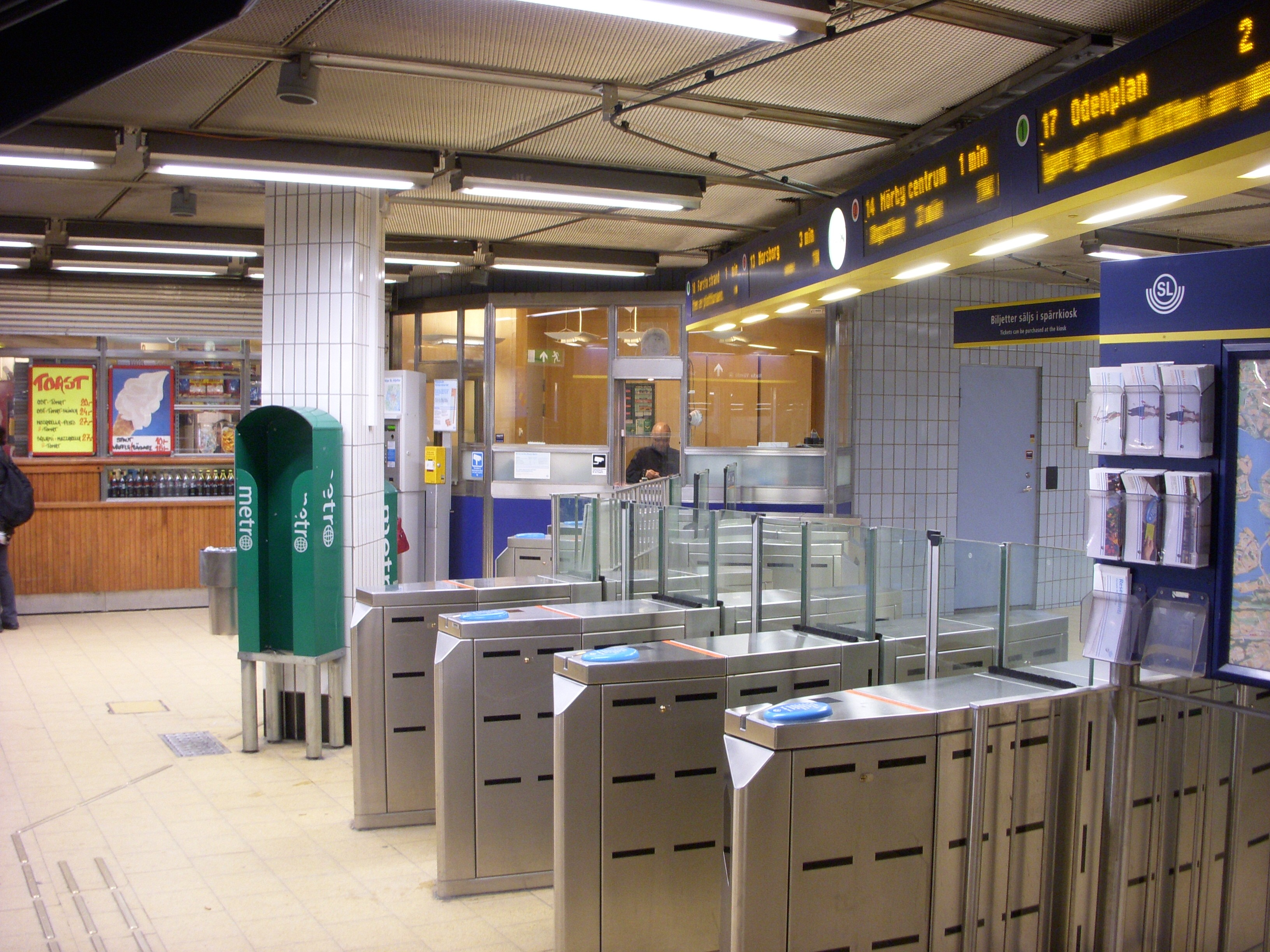
Zugang zu den zwei Bahnsteigen, im Juni 2018 geschlossen

Die erste Station wurde am 1. Oktober 1933 von König Gustaf V eingeweiht, als Endstation der Straßenbahnlinie aus Skanstull, welche damals aber auch schon unterirdisch angelegt war. Am 1. Oktober 1950 wurde die Station zu einem richtigen U-Bahnhof ausgebaut als südliche Endstation des Tunnelbana-Netzes. Im Jahre 1957 wurde die Verlängerung des U-Bahn-Abschnitts Slussen–Hötorget eingeweiht. Die Station liegt zwischen den Stationen Gamla stan und Mariatorget (Röda linjen) bzw. Medborgarplatsen (Gröna linjen). Bis zum Stockholmer Hauptbahnhof sind es etwa 1,5 km.
Die Station Slussen wurde 1933 eröffnet, aber erst 30 Jahre später überdacht.
Frühere Planungen sahen vor, neben der U-Bahn auch die Pendeltågzüge, welche über die im Bau befindliche Citybanan fahren sollten, an der Station Slussen halten zu lassen. Diese Planungen wurden aber zugunsten anderer Streckenführungen wieder verworfen.

## Saltsjöbanan

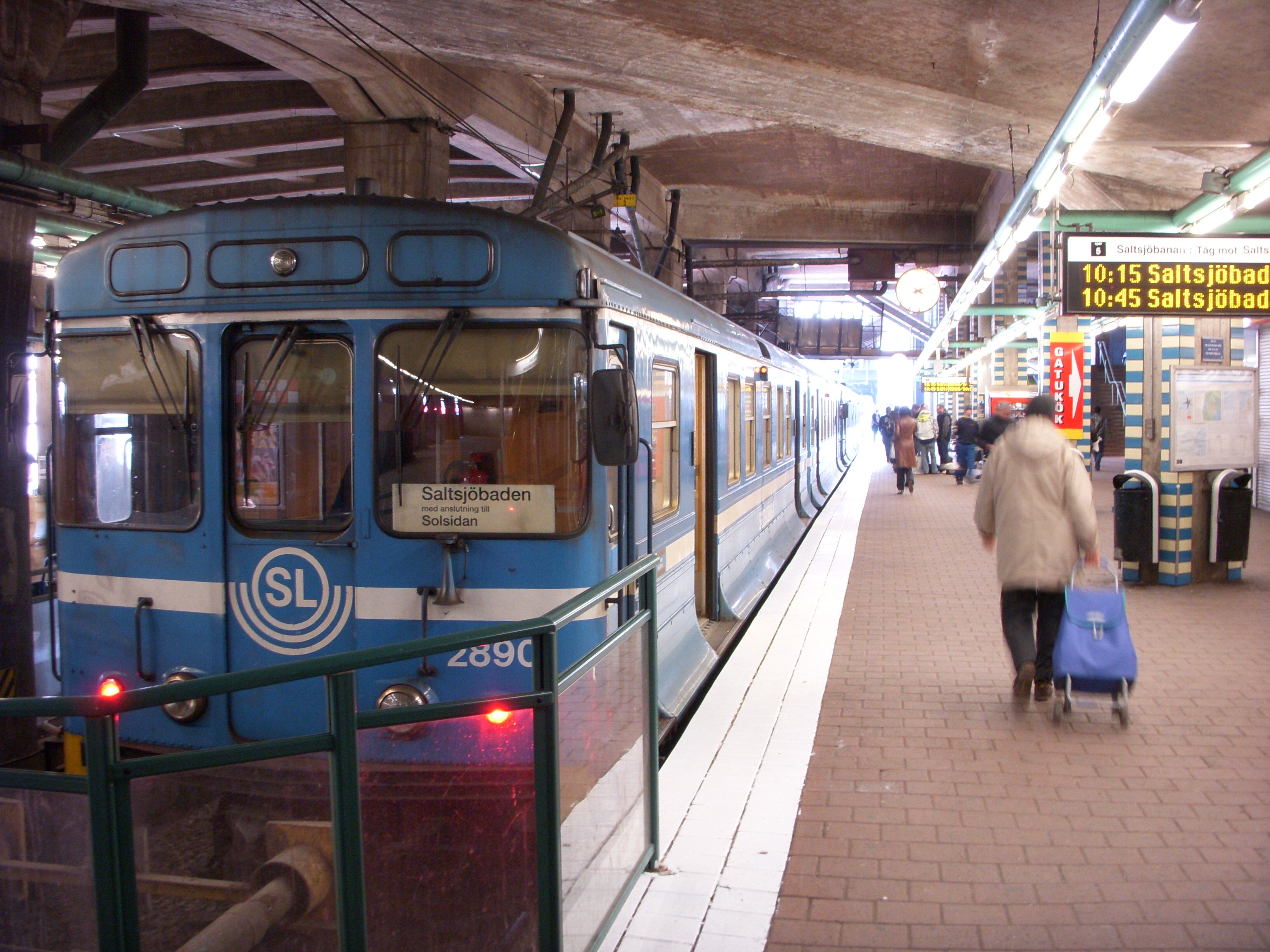
Die Station der Saltsjöbanan bis 2016

1936 wurde Slussen zur Endstation der Vorortbahn Saltsjöbanan. Die Station hieß ursprünglich Stockholm-Saltsjöbanan, da der Name Slussen aber deutlich populärer unter der Bevölkerung war, wurde sie später umbenannt. Die Station war architektonisch sehr einfach gebaut, sie bestand lediglich aus einem Gleis mit einem Prellbock.
Seit Sommer 2016 fährt die Saltsjöbanan nicht mehr bis Slussen, sondern nur noch bis Henriksdal, solange bis ca. 2025 der Umbau von Slussen abgeschlossen sein wird und die Saltsjöbanan dann einen neuen, zweigleisigen Bahnhof erhalten wird. Während der Bauphase verbinden Shuttlebusse Slussen mit Henriksdal.

## Reisezeit
| Linie | bis Station     | Reisezeit | bis Station                           | Reisezeit         |
| T17   | Åkeshov         | 25 min    | T-Centralen Gamla stan                | 4 min 2 min       |
| T17   | Skarpnäck       | 16 min    | T-Centralen Gamla stan                | 4 min 2 min       |
| T18   | Alvik           | 18 min    | T-Centralen Gamla stan                | 4 min 2 min       |
| T18   | Farsta strand   | 21 min    | T-Centralen Gamla stan                | 4 min 2 min       |
| T19   | Hässelby strand | 37 min    | T-Centralen Gamla stan                | 4 min 2 min       |
| T19   | Hagsätra        | 20 min    | T-Centralen Gamla stan                | 4 min 2 min       |
| T13   | Ropsten         | 12 min    | T-Centralen Gamla stan Östermalmstorg | 4 min 2 min 6 min |
| T13   | Norsborg        | 33 min    | T-Centralen Gamla stan Östermalmstorg | 4 min 2 min 6 min |
| T14   | Mörby centrum   | 19 min    | T-Centralen Gamla stan Östermalmstorg | 4 min 2 min 6 min |
| T14   | Fruängen        | 15 min    | T-Centralen Gamla stan Östermalmstorg | 4 min 2 min 6 min |
| L25   | Saltsjöbaden    | 38 min    | Sickla                                | 12 min            |
| L25   | Solsidan        | 38 min    | Sickla                                | 12 min            |